# عرقه، لبنان

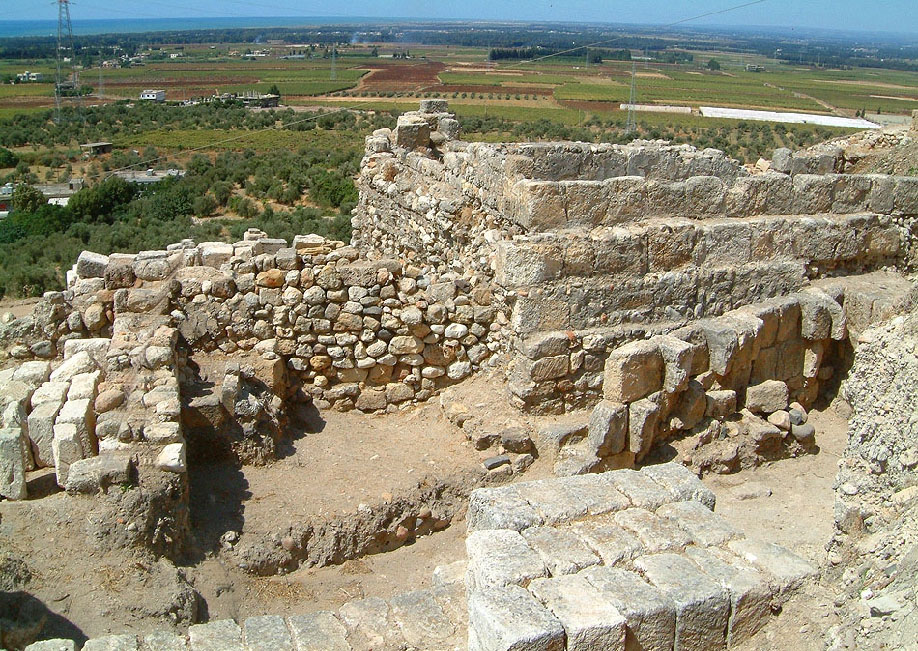
سایت باستانی عرقا که قدمت آن به دوران نوسنگی باز می گردد.

عرقه (به عربی: عرقة) یک منطقهٔ مسکونی در لبنان است که در شهرستان عکار واقع شده‌است.